# Plator yunlong
Plator yunlong is een spinnensoort uit de familie Trochanteriidae. De soort komt voor in China.